# Kayoko Fukushi

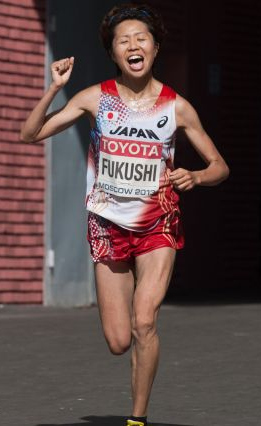
Kayoko Fukushi 2013 bei den Weltmeisterschaften

Kayoko Fukushi (jap. 福士 加代子, Fukushi Kayoko; * 25. März 1982 in Itayanagi, Präfektur Aomori) ist eine japanische Langstreckenläuferin.

## Leben
Bei den Asienspielen 2002 holte sie Silber über 5000 und 10.000 Meter. In letzterem Rennen erzielte sie ihren persönlichen Rekord von 30:51,81 min. Ebenfalls aus dem Jahr 2002 stammte ihr japanischer Rekord im 3000-Meter-Lauf (8:44,40 min, 15. Juli, Paris), der erst knapp 18 Jahre später von Nozomi Tanaka auf 8:41,35 min verbessert wurde.
Bei den Weltmeisterschaften 2003 in Paris/Saint-Denis belegte sie über 10.000 Meter den elften und bei den Olympischen Spielen 2004 in Athen den 26. Platz. Bei den Weltmeisterschaften 2005 in Helsinki kam sie über 5000 Meter auf Platz 12 und über 10.000 Meter auf Platz 11. Im selben Jahr stellte sie mit 14:53,22 min am 8. Juli in Rom ihren vierten nationalen Rekord über 5000 Meter auf, der noch aktuell ist.
Ihr bislang erfolgreichstes Jahr war 2006. Am 5. Februar siegte sie beim Kagawa-Marugame-Halbmarathon in 1:07:26 h. Damit stellte sie sowohl einen Asienrekord im Halbmarathon auf wie auch mit der Zwischenzeit von 46:55 min einen Weltrekord im 15-km-Straßenlauf, der im November 2009 von Tirunesh Dibaba gebrochen wurde. Bei den Crosslauf-Weltmeisterschaften wurde sie ebenso Sechste wie bei den Straßenlauf-Weltmeisterschaften 2006 in Debrecen, beim Leichtathletik-Weltcup wurde sie Fünfte über 3000 Meter und Dritte über 5000 Meter, und bei den Asienspielen 2006 holte sie Gold über 10.000 Meter.
Bei den Weltmeisterschaften 2007 in Osaka belegte sie Platz 10 über 10.000 Meter und Platz 14 über 5000 Meter.
Fukushi wurde von 2002 bis 2007 sechsmal in Folge japanische Meisterin über 10.000 Meter. Mit Ausnahme von 2003 holte sie in jedem dieser Jahre auch den nationalen Titel über 5000 Meter.
Ihr mit Spannung erwartetes Marathondebüt verlief enttäuschend. Beim Osaka Women’s Marathon, einem der Qualifikationsrennen für die Olympischen Spiele 2008 in Peking legte sie ein enormes Tempo vor und führte zur Halbzeit mit 1:10:32 h und zwei Minuten Vorsprung, brach jedoch auf dem letzten Viertel völlig ein und kam in 2:40:54 h auf Platz 19 ins Ziel.
Bei den Spielen in Peking wurde sie Elfte über 10.000 Meter und schied über 5000 Meter im Vorlauf aus. Im Jahr darauf wurde sie bei den Weltmeisterschaften 2009 in Berlin Neunte über 10.000 Meter. Auch bei den Olympischen Sommerspielen 2012 in London lief sie dieselben Disziplinen wie schon 2008. Im 5000-Meter-Lauf schied sie bereits im Vorlauf aus und im 10.000-Meter-Lauf belegte sie den zehnten Platz.
Bei den Weltmeisterschaften 2013 in Moskau wurde sie im Marathon Dritte.
Am 31. Januar 2016 gewann sie den Osaka Women’s Marathon in 2:22:17 h, womit sie gleichzeitig die japanische Qualifikationsnorm von 2:22:30 h für die Olympischen Sommerspiele in Rio de Janeiro unterbot.
Kayoko Fukushi ist 1,61 m groß und wiegt 45 kg.